# Pape Badji
Pape Abdou Badji (Dakar, 4 aprile 1992) è un cestista senegalese.

## Carriera
Dalla stagione 2010-11 al 2012 ha militato nel SAV Vacallo Basket; al suo primo anno a Vacallo ha disputato 17 incontri in massima serie.
Con il Senegal ha disputato i Campionati mondiali del 2014 e due edizioni dei Campionati africani (2013, 2015).

## Palmarès
- Angolan Basketball League: 1

Petro Atlético: 2024-25
- Coppa di Angola: 1

Petro Atlético: 2024-25
- Coppa Svizzera: 1

Union Neuchatel: 2013
- Coppa di Lega: 1

Union Neuchatel: 2014